# بوسير سيتي
بوسير سيتي (لويزيانا) (بالإنجليزية: Bossier City, Louisiana)‏ هي مدينة تقع في الولايات المتحدة في لويزيانا. يقدر عدد سكانها بـ 64,655 نسمة .

## التركيبة السكانية
حدّد مكتب تعداد الولايات المتحدة بيانات التركيبة السكانية لبوسير سيتي في تعداد الولايات المتحدة. في ما يلي، التركيبة السكانية حسب تعدادي 2000 و2010.

### تعداد عام 2000
بلغ عدد سكان بوسير سيتي 56,461 نسمة بحسب تعداد عام 2000، وبلغ عدد الأسر 21,197 أسرة وعدد العائلات 14,894 عائلة مقيمة في المدينة. في حين سجلت الكثافة السكانية 483.6 نسمة لكل كيلومتر مربع (1,252.5/ميل2). وبلغ عدد الوحدات السكنية 23,026 وحدة بمتوسط كثافة قدره 197.2 لكل كيلومتر مربع (510.7/ميل2).
وتوزع التركيب العرقي للمدينة بنسبة 71.44% من البيض و22.74% من الأمريكيين الأفارقة و0.57% من الأمريكيين الأصليين و1.73% من الأمريكيين ذوي الأصول الآسيوية و0.11% من سكان جزر المحيط الهادئ و1.44% من الأعراق الأخرى و1.97% من عرقين مختلطين أو أكثر و3.95% من الهسبانيون أو اللاتينيون من أي عرق.
بلغ عدد الأسر 21,197 أسرة كانت نسبة 40.4% منها لديها أطفال تحت سن الثامنة عشر تعيش معهم، وبلغت نسبة الأزواج القاطنين مع بعضهم البعض 50.4% من أصل المجموع الكلي للأسر، ونسبة 15.8% من الأسر كان لديها معيلات من الإناث دون وجود شريك،  بينما كانت نسبة 4.1% من الأسر لديها معيلون من الذكور دون وجود شريكة وكانت نسبة 29.7% من غير العائلات. تألفت نسبة 24.7% من أصل جميع الأسر من عدة أفراد يعيشون في نفس المنزل ونسبة 8.4% كانت تتألف من شخص يعيش بمفرده يبلغ من العمر 65 عاماً أو أكثر. وبلغ متوسط حجم الأسرة المعيشية 2.58، أما متوسط حجم العائلات فبلغ 3.09.
بلغ العمر الوسطي للسكان 32.1 عاماً. وكانت نسبة 28.2% من القاطنين تحت سن الثامنة عشر، وكانت نسبة 9.8% بين الثامنة عشر والرابعة والعشرين عاماً، ونسبة 29.9% كانت واقعةً في الفئة العمرية ما بين الخامسة والعشرين والرابعة والأربعين عاماً، ونسبة 19.2% كانت ما بين الخامسة والأربعين والرابعة والستين، ونسبة 9.9% كانت ضمن فئة الخامسة والستين عاماً فما فوق. يوجد لكل 100 أنثى 93.7 ذكر، ويوجد لكل 100 أنثى في الثامنة عشر من عمرها فما فوق 89.4 ذكر.
بلغ متوسط دخل الأسرة في المدينة 36,561 دولارًا، أما متوسط دخل العائلة فبلغ 42,642 دولارًا. وكان متوسط دخل الذكور 30,632 دولارًا مقابل 22,174 دولارًا للإناث. وسجل دخل الفرد الخاص بالمدينة 17,032 دولارًا. وكانت نسبة 11.4% من العائلات ونسبة 14.8% من السكان تحت خط الفقر، وكان من هؤلاء نسبة 21.3% تحت سن الثامنة عشر ونسبة 11.3% في الخامسة والستين من العمر وما فوق.

### تعداد عام 2010
بلغ عدد سكان بوسير سيتي 61,315 نسمة بحسب تعداد عام 2010، وبلغ عدد الأسر 23,866 أسرة وعدد العائلات 15,699 عائلة مقيمة في المدينة. في حين سجلت الكثافة السكانية 525.1 نسمة لكل كيلومتر مربع (1,360.0/ميل2). وبلغ عدد الوحدات السكنية 25,579 وحدة بمتوسط كثافة قدره 219.1 لكل كيلومتر مربع (567.5/ميل2).
وتوزع التركيب العرقي للمدينة بنسبة 65.38% من البيض و25.64% من الأمريكيين الأفارقة و0.55% من الأمريكيين الأصليين و2.03% من الأمريكيين ذوي الأصول الآسيوية و0.20% من سكان جزر المحيط الهادئ و3.47% من الأعراق الأخرى و2.74% من عرقين مختلطين أو أكثر و8.08% من الهسبانيون أو اللاتينيون من أي عرق.
بلغ عدد الأسر 23,866 أسرة كانت نسبة 36.3% منها لديها أطفال تحت سن الثامنة عشر تعيش معهم، وبلغت نسبة الأزواج القاطنين مع بعضهم البعض 43.8% من أصل المجموع الكلي للأسر، ونسبة 16.9% من الأسر كان لديها معيلات من الإناث دون وجود شريك،  بينما كانت نسبة 5.1% من الأسر لديها معيلون من الذكور دون وجود شريكة وكانت نسبة 34.2% من غير العائلات. تألفت نسبة 28.4% من أصل جميع الأسر من عدة أفراد يعيشون في نفس المنزل ونسبة 9.4% كانت تتألف من شخص يعيش بمفرده يبلغ من العمر 65 عاماً أو أكثر. وبلغ متوسط حجم الأسرة المعيشية 2.50، أما متوسط حجم العائلات فبلغ 3.07.
بلغ العمر الوسطي للسكان 32.6 عاماً. وكانت نسبة 26.1% من القاطنين تحت سن الثامنة عشر، وكانت نسبة 11% بين الثامنة عشر والرابعة والعشرين عاماً، ونسبة 28.4% كانت واقعةً في الفئة العمرية ما بين الخامسة والعشرين والرابعة والأربعين عاماً، ونسبة 22.4% كانت ما بين الخامسة والأربعين والرابعة والستين، ونسبة 12.2% كانت ضمن فئة الخامسة والستين عاماً فما فوق. وتوزع التركيب الجنسي للسكان بنسبة 48.9% ذكور و51.1% إناث.

## أعلام
- جاريد ليتو
- براندون هاريس
- بي. جاي ريان
- ستيف ديفيس
- بيل روبرتسون
- مايك توماس